# Sân bay Comandante Espora
Sân bay Comandante Espora (IATA: BHI, ICAO: SAZB), cũng gọi là Sân bay Bahía Blanca, là một sân bay nội địa ở Bahía Blanca, Argentina. Đây là nơi hãng Aerolíneas Argentinas và Líneas Aéreas del Estado (LADE) đang hoạt động. Sân bay này có 3 đường băng bề mặt nhựa đường.

## Các hãng hàng không và các tuyến bay
- Aerolíneas Argentinas / Austral Líneas Aéreas (Buenos Aires)
- LADE (Buenos Aires, Comodoro Rivadavia, Córdoba, Mar del Plata, Necochea, Paraná, San Antonio Oeste, Trelew, Viedma)